# Домовина (организација)
За друга значења, погледајте Домовина.
Домовина (глсрп. и длсрп. Domowina), званично Савез Лужичких Срба (глсрп. Zwjazk Łužiskich Serbow, длсрп. Zwězk Łužyskich Serbow), национална је организација Лужичких Срба.
Основана је 1912. године у Војерецу, обједињујући више од 30 лужичкосрпских друштава. Године 1937. је забрањена и затворена. Своју дјелатност је обновила 1945. године. Сједиште организације се налази у Будишину..

## Историја
Домовина су 13. октобра 1912. године у Војерецу основале лужичкосрпске јавне личности и културни дјелатници Арношт Барт, Хандриј Крона, Јуриј Слоденк, Богумил Швјела, Јан Дворник, Август Лапштих, Франц Крал и Михал Навка.
Домовина је оснивањем ујединила преко 30 организација. Основни задатак јој је био заштита националних, културних, друштвених и социјалних интереса Лужичких Срба. Нацисти су одмах по доласку на власт почели вршити притисак на организацију. Почетком 1937. године нацистичке власти су издале ултиматум вођама Домовине са захтијевом да усвоје нови статут по коме би се организација дефинисала као савез Нијемаца који говоре вендским језиком. У случају усвајања новог статута власти су обећали да ће организацију сачувати и обезбудити лужичкосрпску штампарију. Павел Недо је одбацио ултиматум, након чега је Домовина 18. марта 1937. године укинута.
Своје активности организација је 10. маја 1945. године наставила у Крусћицама.

## Данашње вријеме
Тренутно средиште организације је у граду Будишин. У свом саставу има 15 организације, то су Савез лужичкосрпских умјетника, Савез лужичкосрпских студената, Лужичкосрпски школски савез. Члан је Федералног савеза европских националних мањина, Друштва за угрожене народе и Европског бироа за мање кориштене језике. Издавачка кућа Домовина објављује литературу на лужичкосрпским језицима.

## Предсједници
| 1912—1927           | Арношт Барт     | * 1870; † 1956 |
| 1927—1930           | Јакуб Шевчик    | * 1867; † 1935 |
| 1930—1933           | Јан Крижан      | * 1880; † 1959 |
| 1933—1937 1945—1951 | Павел Недо      | * 1908; † 1984 |
| 1951—1973           | Курт Крјенц     | * 1907; † 1978 |
| 1964—1990           | Јуриј Грос      | * 1931         |
| 1990—1991           | Бјарнат Циж     | * 1951         |
| 1991—1992           | Јан Певел Нагел | * 1934; † 1997 |
| 1993—2000           | Јакуб Бранкачк  |                |
| 2000—2011           | Јан Нук         | * 1947         |
| од 2011             | Давид Статин    | * 1983         |